# Neuvy-Sautour
Neuvy-Sautour este o comună în departamentul Yonne, Franța. În 2009 avea o populație de 985 de locuitori.

## Evoluția populației
| An        | 1975 | 1982  | 1990 | 1999  | 2006 | 2009 |
| --------- | ---- | ----- | ---- | ----- | ---- | ---- |
| Populație | 947  | 1,023 | 959  | 1,023 | 967  | 985  |